# Разумовский, Григорий Кириллович
Граф Григо́рий Кири́ллович Разумо́вский (10 ноября 1759 года — 3 июня 1837 года) — геолог и минералог из рода Разумовских. Учредитель Общества любителей физических наук, почётный член Академии Российской.

## Биография
Родился в семье последнего малороссийского гетмана Кирилла Григорьевича Разумовского и Екатерины Ивановны Нарышкиной.
С 1780-х годов поселился в Лозанне, за что получил от своего отца прозвище «лозаннского философа». Граф совершал геологические экспедиции вокруг Лемана и по Юре для изучения ландшафта. Открыл минерал под названием Razoumowskin. Учредил местное общество любителей физических наук.
Карамзин так характеризовал Разумовского: «Здесь поселился наш соотечественник, граф Григорий Кириллович Разумовский, учёный-натуралист. По любви к наукам отказался он от чинов, на которые знатный род его давал ему право, — удалился в такую землю, где натура столь великолепна и где склонность его находит для себя более пищи, — живёт в тишине, трудится над умножением знаний человеческих в царствах природы и делает честь своему отечеству».
В 1790 году Разумовский обвенчался в Париже с француженкой баронессой Генриеттой Мальсен (ум. 1827), против этого брак была вся его родня и совершен он был по католическому обряду. В 1793 году Григорий Кириллович уже жил отдельно от жены, а в 1806 году в Триесте он обвенчался с 16-летней баронессой Шенк де Кастель, уже по православному обряду, не оформив развода с первой супругой. Узнав о поступке мужа, графиня Генриетта приехала в Петербург и благодаря своим связям в высшем обществе добилась того, что второй брак Разумовского был признан недействительным.
Графиня Генриетта, которую Жуковский называл «прототипом умной, живой, огненной француженки» сумела пленить не только большую часть петербургского большого общества, но и даже враждебную себе Н. К. Загряжскую. Во время пребывания в Петербурге графиня Разумовская сблизилась с графом Жозефом де Местром, С. П. Свечиной, графом И. Каподистриа, Н. Н. Новосильцевым и братьями Тургеневыми, знакомство с последними обратилось впоследствии в тесную дружбу. В 1816 году Разумовская покинула Петербург и поселилась в Париже, где пользовалась большой популярностью и уважением. В салоне её обыкновенно собирался весь цвет умственной жизни Парижа.

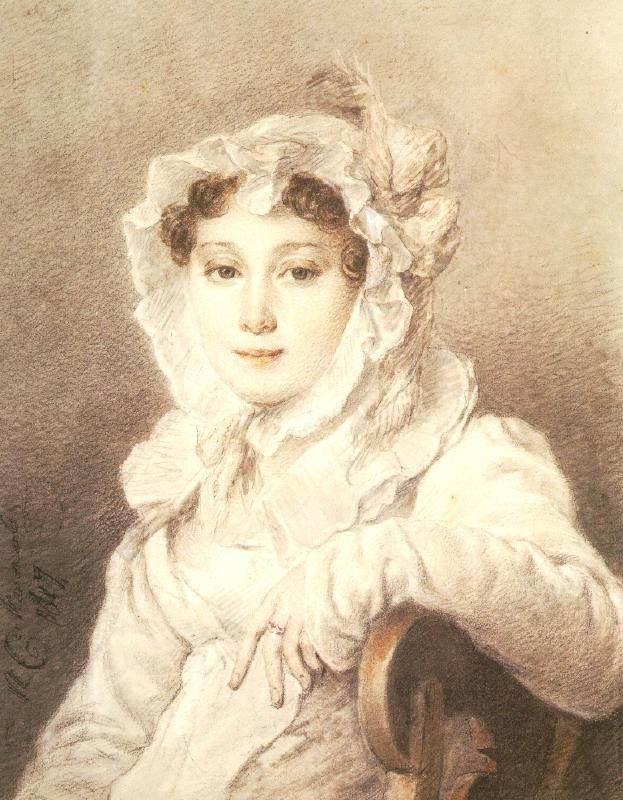
Елизавета Разумовская,
2-я жена

Судьба второй жены Разумовского, баронессы Терезы Елизаветы Шенк де Кастель (1790—1818), была печальной. Прибыв в Петербург, где все были против неё, она не смогла получить обещанного покровительства от императора Александра I. Уехать навсегда за границу у неё тоже не получилось, так как ей было отказано в выдаче паспорта на имя графини Разумовской. Семейная жизнь с взбалмошным мужем не была счастливой, а ещё оказалось, что она вовсе не замужем  и что дети её незаконные. По  словам современницы, она была достойной женщиной и «умерла от горя» совсем молодой. Похоронена в Петербурге, на Смоленском кладбище.
Так как второй брак Разумовского не был признан в России, соответственно, и не было признано графское достоинство его детей. Но они получили право на титул в Австрии, куда Разумовский окончательно переехал в 1818 году, отказавшись от российского подданства и перейдя в протестантство. Дети:
- Максимилиан (1807—1849), офицер австрийской службы, убит в битве при Мадженте.
- Елизавета (1808—1892), замужем за датским дипломатом графом Мольтке-Квитфельдом.
- Карл (1812—1814)
- Лев (1814—1868), сенешаль герцога Эрнста Кобургского.

## Публикации
- Observations Minéralogiques sur les environs de Vienne (1822).
- «Essai d’un système de transition de la nature dans le règne minéral. Lausanne»
- «Oeuvres de M. le comte Grégoire de Razoumowsky». Lausanne, chez Maures Cadet. 1784. 2 vol.
- "Histoire naturelle de Jorat et de ses environs et celle des trois lacs de Neufchatel, Morat et Brienne, précédée d’un essai sur le climat, les productions, le commerce, les animaux de la partie du pays de Vaud ou de la Suisse Romanne, qui entre dans le plan de cet ouvrage, par le comte de Razoumowsky (Lausanne, chez Jean Maures. 1789. 2 vol).
- Von der Ukrainischen Stutereien. Lebrbegriff von den Krankheiten der Pferde und deren Heilung von I. C. Zeihers. Berlin. 8

## Членство
- Стокгольмской королевской академии
- Туринской королевской академии
- Мюнхенской королевской академии
- Петербургского минералогического общества
- Йенского минералогического общества
- Императорского Московского общества естествоиспытателей
- Цюрихского физического общества
- Базельского физико-медицинского общества
- Туринского агрономического общества